# Lucio Ridenti
Lucio Ridenti, eigentlich Ernesto Scialpi (* 7. August 1895 in Taranto; † 15. Januar 1973 in Turin) war ein italienischer Schauspieler, Journalist und Kunstkritiker. Er gilt als Vertreter der italienischen Moderne. Ridenti war Redakteur der Gazzetta del Popolo. 1925 gegründet er in Turin das Theater-Magazin Il Dramma. Mit seiner Frau war er auch als Modefotograf tätig.

## Werke (Auswahl)
- Il terribile venerdì
- Biglietto di favore
- Gariazzo, Monografia